# 테아이테토스 (대화편)

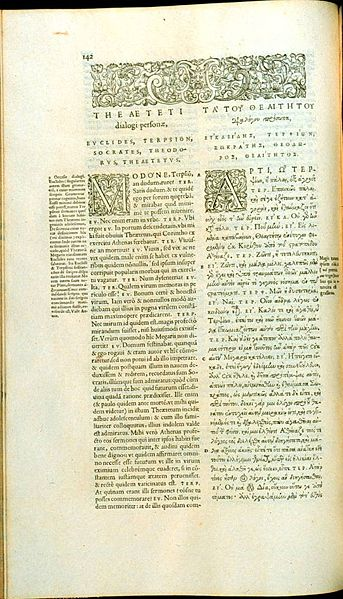

《테아이테토스》(고대 그리스어: Θεαίτητος, 라틴어: Theaetetus)는 플라톤의 저서 가운데 기원전 369년경에 지은 대화편 중에 나오는 ‘지식의 본질’에 대한 장이다. 부제는 지식에 대하여이다.

## 등장인물
도입부에는 에우클레이데스와 테릅시온이 등장한다. 에우클레이데스는 메가라 출신의 메가라 학파의 창시자이다. 소크라테스의 친구이며, 파르메니데스의 철학도 즐긴 당사자이다. 테릅시온은 메가라 교외 출신으로 소크라테스의 친구이다.
회상부에는 만년 70세의 소크라테스와 아테네 스니온 구 출신의 수학자인 소년 테아이테토스가 등장하며, 노년기에 접어든 키레네 출신의 수학자 테오도로스가 등장한다.

## 배경
도입부는 기원전 369년, 메가라이다. 메가라 교외에서 도시로 온 테릅시온은 잠시 후 돌아온 에우클레이데스를 우연히 만난다. 에우클레이데스는 외항 니사이아에 갈 예정이었지만, 도중에 테베와 아테네가 전투를 벌이고 있는 코린트의 진지에서 부상과 이질로 위험한 상태가 되어 아테네로 후송되어 가는 테아이테토스와 우연히 마주쳐 그를 길까지 배웅해 갔던 것이라고 한다.
돌아오는 길에, 에우클레이데스는 일찍이 죽기 직전의 소크라테스가 소년기의 테아이테토스와 문답을 주고 받으며 극찬했던 이야기를 기억한다. 그것을 기록한 책이 있다는 것을 전부터 들었던 테르푸시온은 그 책을 읽게 해달라고 요청했고, 두 사람은 에우클레이데스의 집으로 간다. 이렇게 책의 내용인 당시의 대화 내용이 언급되어 간다.
회상부는 기원전 399년의 아테네 김나시온에서 소크라테스와 테오도로스가 전도유망한 젊은이에 대해 얘기하고 있었다. 때마침 화제로 삼았던 테아이테토스가 찾아왔다. 그래서 그들은 테아이테토스를 불러 문답을 주고 받는다.

## 내용
본 대화편에서는 “지식이란 무엇인가?”라는 물음에 대해 소크라테스, 테아이테토스, 테오도로스 간의 상호작용이 이루어진다. 결론부터 말하자면, 질문에 대한 해답은 찾지 못했다.
본 대화편에서 소크라테스는 “지식이란 무엇인가?”라고 물으며 지각, 올바른 판단(사실로 표명된 의견), 로고스를 동반한 판단, 지식의 세 후보가 테아이테토스에 의해 시도되지만, 어느 후보도 소크라테스는 기각하였고, 그것을 대답하기 위해 소크라테스는 재판으로 향했다.(소크라테스의 변명)
그렇지만, “지식이란 무엇인가?”라는 질문과 그에 대한 답변을 얽히게 하여 ‘프로타고라스’에서도 고려된 프로타고라스의 상대주의적인 주장을 공박하였고, 헤라클레이토스의 학설을 반박한다. 그리고 <유(genos)>에 대해서는 ‘소피스트’보다 더 깊게 얘기하는 주제 등도 말해지고 있어서 ‘테아이테토스’의 내용은 지식의 반례를 나타내는 큰 의미가 있는 것이었다.
‘소크라테스의 변론’에서 소크라테스는 ‘무지의 지’를 이용하여 원고 측의 메레토스와 아뉘토스가 옳다고 주장하는 심판을 하나하나 예시하면서 논박해 간다. 이 ‘무지의 지’를 이용한 논박은 “지식이란 무엇인가?”라는 질문에 본서 중에서 대답한 후보의 실례에 대한 논박되었고, 원고 측이 논의에 패배했다.

## 같이 보기
- 플라톤
- 메가라 학파
- 지식
- 인식론

## 서지 정보
- 플라톤 저, 천병희 역, 테아이테토스, 숲, 2017
- 플라톤 저, 정준영 역, 테아이테토스, 이제이북스, 2013